# Fatah
Fatah (arabsko فتح, latinizirano: Fatḥ), s polnim imenom Palestinsko narodnoosvobodilno gibanje (حركة التحرير الوطني الفلسطيني, Ḥarakat al-Taḥrīr al-Vaṭanī l-Filasṭīnī), je palestinska nacionalistična in socialdemokratska politična stranka, največja frakcija konfederacijske večstrankarske Palestinske osvobodilne organizacije. Njen predsednik je Mahmud Abas, ki je hkrati predsednik Države Palestine.
Vse od šestdnevne vojne leta 1967 ima prevladujoč položaj v politiki Palestine, javnost jo močno identificira s soustanoviteljem in dolgoletnim voditeljem Jaserjem Arafatom. Skozi zgodovino je bila udeležena v oboroženem uporu proti Izraelu in še vedno vzdržuje več militantnih skupin. Na volitvah v Palestinski zakonodajni svet leta 2006 je Fatah izgubil večino proti organizaciji Hamas, a prek predsednika obdržal nadzor nad ozemljem Zahodnega brega. Od takrat sta organizaciji v konfliktu.

## Ime
Polno ime gibanja je Ḥarakat al-Taḥrīr al-Vaṭanī l-Filasṭīnī oz. »Palestinsko narodnoosvobodilno gibanje«, iz katerega je izpeljan akronim Fatḥ (običajno latiniziran kot Fatah) v pomenu »otvoritev«, »osvojitev« ali »zmaga«. V religijskem kontekstu se beseda fatḥ uporablja kot oznaka za širjenje islama v prvih stoletjih njegovega obstoja – npr. v frazi Fatḥ al-Shām ali »osvojitev Levanta«. Fatḥ ali Zmaga je tudi naslov 48. sure Korana, ki po mnenju učenjakov pripoveduje o sporazumu iz Hudejbije med Mohamedom in predstavniki plemena Kurejš. V mirnih letih po podpisu se je mnogo ljudi spreobrnilo v islam, ko pa ga je pleme prekršilo, je to sprožilo osvojitev Meke. S tem precedensom je Arafat upravičeval podpis sporazumov iz Osla z Izraelom.